# Ptychohyla acrochorda
Ptychohyla acrochorda är en groddjursart som beskrevs av Campbell och William Edward Duellman 2000. Ptychohyla acrochorda ingår i släktet Ptychohyla och familjen lövgrodor. IUCN kategoriserar arten globalt som otillräckligt studerad. Inga underarter finns listade i Catalogue of Life.